# Yotsutsuji Yotsukō
Yotsutsuji Yotsukō (四辻与津子 ? - 9 tháng 1 năm 1639) là một mệnh phụ Nhật Bản sống vào đầu thời kì Edo, là phi tần của Thiên hoàng Go-Mizunoo, mang cấp bậc điển thị. Cha bà là Yotsutsuji Kintō, giữ chức quyền đại nạp ngôn, phẩm hàm chính nhị vị. Chị gái bà là Keigan-in, trắc thất phu nhân của daimyō samurai nổi tiếng Uesugi Kagekatsu. Năm 1618, Yotsutsuji Yotsukō hạ sinh Hoàng trưởng tử Kamonomiya, nhưng yểu mệnh và mất sớm ba năm sau đó. Năm 1619, bà sinh ra Hoàng trưởng nữ Ume, về sau phong làm Nữ vương Bunchi.